# 奈塔西里省
奈塔西里省是太平洋島國斐濟的14個省份之一，位於該國最大島嶼維提島，面積1,666平方公里，2007年人口160,759，是人口第2大的省份。1960年前奈塔西里省以香蕉出口為主，現時則依賴製奶業和出口農業。

## 外部連結
- News article on Naitasiri（页面存档备份，存于）
- A statistical Map of Viti Levu shows Naitasiri Province
- A Tourism website regarding National parks refers to Naitasiri

17°50′S 178°15′E / 17.833°S 178.250°E